# Йодко-Наркевич, Витольд
Витольд Йодко-Наркевич (пол. Witold Jodko-Narkiewicz; 29 апреля 1864, Варшава — 22 октября 1924, там же) — псевдонимы А. Вронский (A. Wroński), Йовиш (Jowisz) — польский политический деятель, революционер, публицист, дипломат.

## Биография

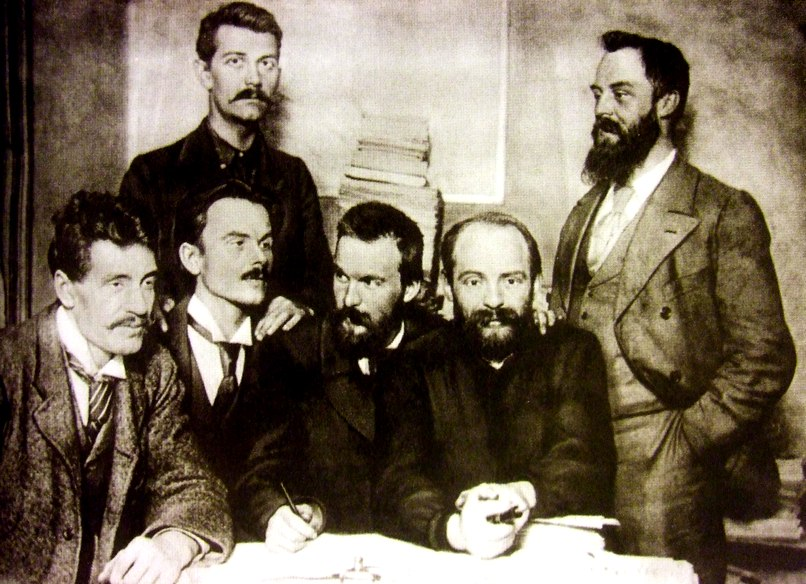
Члены Польской социалистической партии в Лондоне в 1896 году: И. Мосьцицкий, Б. Енджеевский, Б. Миклашевский, Ю. Пилсудский, А. Дембский, В. Йодко-Наркевич (крайний справа)

Выпускник Дерптского университета. В 1882—1892 г. был членом Интернациональной социально-революционной партии «Пролетариат», затем партии «Второго Пролетариата».
Один из организаторов Польской социалистической партии (ППС), а в 1906 г. — ППС — революционной фракции. Секретарь временной Комиссии конфедерации сторонников независимости Польши.
Во время первой мировой войны, В. Йодко-Наркевич — создатель Польской национальной организации и Центрального национального комитета. Выступал за войну между империями — участниками раздела Речи Посполитой. Выдвинул идею вооруженного восстания против России.
Был сторонником союза с Центральными державами (Германия, Австро-Венгрия, Италия).
Редактор печатных изданий: «Ruch», «Legionista», «Wici», «Do Broni».
Автор публикаций:
- «Polski socyalizm utopijny na emigracyi» (1904),
- «Zadania ruchu rewolucyjnego w zaborze rosyjskim w chwili obecnej» (1907),
- «W kwestyi haseł programowych i taktyki» (1907),
- «Kwestya polska wobec zblizaja̜cego sie̜ konfliktu Austryi ż Rosya» (1909),
- «Polska a państwa neutralne» (1910),
- «Deutschland und Polen» (1916),
- «Zarys dziejów P.P.S.» (1917),
- «Jaka powinna być ordynacja wyborcza do przyszłego Sejmu polskiego» (1918) и ряда др[5].

Был одним из четырех делегатов от Польши (кроме него, Р. Дмовский, В. Грабский, И. Я. Падеревский), подписавших Версальский договор.
После 1919 г. — на дипломатической работе. В 1920—1921 исполнял обязанности посла в Османской империи в Стамбуле, а в 1921—1923 г. — посол в Латвии (Рига).